# Craig MacLean
Craig MacLean (Grantown-on-Spey, 31 luglio 1971) è un ex pistard britannico.

## Palmarès

### Olimpiadi
- 1 medaglia:
  - 1 bronzo (Sydney 2000 nella velocità a squadre)

### Giochi paralimpici
- 1 medaglia:
  - 1 oro (Londra 2012 nel tandem B sprint)

### Mondiali
- 9 medaglie:
  - 1 oro (Copenaghen 2002 nella velocità a squadre)
  - 5 argenti (Berlino 1999 nella velocità a squadre; Manchester 2000 nella velocità a squadre; Bordeaux 2006 nella velocità; Bordeaux 2006 nella velocità a squadre; Palma di Maiorca 2007 nella velocità a squadre)
  - 3 bronzi (Anversa 2001 nella velocità a squadre; Stoccarda 2003 nella velocità a squadre; Melbourne 2004 nella velocità a squadre)

### Mondiali di para-ciclismo
- 5 medaglie:
  - 4 ori (Montichiari 2011 nel tandem B spring; Montichiari 2011 nel tandem B kilo; Los Angeles 2012 nel tandem B kilo; Los Angeles 2012 nel tandem B spring)
  - 1 bronzo (Montichiari 2016 nel tandem B sprint)

### Giochi del Commonwealth
- 4 medaglie:
  - 3 ori (Melbourne 2006 nella velocità a squadre; Glasgow 2014 nel tandem B kilo; Glasgow 2014 nel tandem B sprint)
  - 1 bronzo (Manchester 2002 nella velocità a squadre)